# 山精様
山精様（さんせいさま）は、群馬県北部の奥利根地方の山神信仰。

## 由来
山精様の信仰の由来として、以下のような昔話がある。
ある木こりが、家の裏山の一本松を大事にしていたが、その松が落雷で燃えてしまった。木こりは焼け残った幹を十二様（群馬県北部の山の神）の分霊として祀り、松の霊を慰めた。
ある雪の日、木こりが裏山の炭焼き小屋を見に行こうとすると、あの松の幹に目と口が浮かび上がり「炭焼き小屋に行くな、家へ帰れ」と言った。木こりが驚いてよく見ると、目と口は消えていた。雪が激しくなったので木こりが家に帰ると、小屋のほうで大きな雪崩が起きた。
命拾いをした木こりは松が自分を守ってくれたと思い、目と口のある松を象って人形を作り、山精様として祀った。話を聞いた周囲の人々も同様の人形を祀り、それ以来、山で遭難する人はいなくなったという。

## 民芸品
昭和以降、沼田市で個人製作の民芸品として「山精様」の人形の販売が開始された。これは、かつて利根地方で山仕事に携わる人々が災難よけとして、昔話と同様の人形を作って十二様に奉納していたが、この風習が明治初期に廃れ、昭和に入って復刻されたものである。しかし製作者が他界して以来、入手は不可能となった。